# Tabanus indianus
Tabanus indianus är en tvåvingeart som beskrevs av Ricardo 1911. Tabanus indianus ingår i släktet Tabanus och familjen bromsar. Inga underarter finns listade i Catalogue of Life.